# The River in Reverse
| Recensione     | Giudizio |
| -------------- | -------- |
| AllMusic       | [ 1 ]    |
| PopMatters     | [ 2 ]    |
| Pitchfork      | [ 3 ]    |
| Piero Scaruffi | [ 4 ]    |
| Ondarock       | [ 5 ]    |
| Rolling Stone  | [ 6 ]    |

The River in Reverse è un album discografico frutto della collaborazione del chitarrista e cantautore inglese Elvis Costello e del musicista funk e rhythm and blues statunitense Allen Toussaint, pubblicato dalla casa discografica Verve Forecast Records nel giugno del 2006.
L'album ricevette una nomination al Grammy Award del 2007 nella categoria come miglior album pop vocale.

## Tracce
Testi e musiche di Allen Toussaint, eccetto dove indicato.
1. On Your Way Down – 4:53
2. Nearer to You – 3:30
3. Tears, Tears and More Tears – 3:26
4. The Sharpest Thorn – 4:16 (Elvis Costello (t. e m.), Allen Toussaint (t.)
5. Who's Gonna Help Brother Get Further? – 5:04
6. The River in Reverse – 4:30 (Elvis Costello)
7. Freedom for the Stallion – 2:55
8. Broken Promise Land – 4:33 (Elvis Costello (t. e m.), Allen Toussaint (m.)
9. Ascension Day – 2:58 (Elvis Costello (t.), Roy Byrd (m.), Allen Toussaint (m.)
10. International Echo – 4:58 (Elvis Costello (t.), Allen Toussaint (m.)
11. All These Things – 4:05
12. Wonder Woman – 3:08
13. Six-Fingered Man – 4:32 (Elvis Costello (t.), Allen Toussaint (m.)

## Musicisti
On Your Way Down
- Elvis Costello - voce, chitarra elettrica (Gibson Super 400)
- Allen Toussaint - piano, accompagnamento vocale-coro
- Anthony AB Brown - chitarra elettrica (Fender Telecaster)
- Steve Nieve - organo (Hammond B3)
- Davey Faragher - basso (Fender Precision Bass), accompagnamento vocale-coro
- Pete Thomas - batteria
- Brian Breeze Cayolle - sassofono baritono
- Amadee Castenell - sassofono tenore
- Joe Foxx Smith - tromba
- Sam Big Sam Williams - trombone

Nearer to You
- Elvis Costello - voce
- Allen Toussaint - piano, accompagnamento vocale-coro
- Anthony AB Brown - chitarra elettrica (Fender Telecaster)
- Steve Nieve - organo (Hammond B3)
- Davey Faragher - basso, accompagnamento vocale-coro
- Pete Thomas - batteria

Tears, Tears and More Tears
- Elvis Costello - voce
- Allen Toussaint - piano, voce
- Anthony AB Brown - chitarra elettrica (Fender Telecaster)
- Steve Nieve - organo (Hammond B3)
- Davey Faragher - basso, voce
- Pete Thomas - batteria, congas, tamburello
- Brian Breeze Cayolle - sassofono baritono
- Amadee Castenell - sassofono tenore
- Joe Foxx Smith - tromba
- Sam Big Sam Williams - trombone

The Sharpest Thorn
- Elvis Costello - voce, chitarra elettrica (Gibson J-50), tambourine, organo Hammond B3 (bridge)
- Allen Toussaint - piano
- Steve Nieve - organo (Hammond B3)
- Davey Faragher - basso
- Pete Thomas - batteria, parade bass drum
- Brian Breeze Cayolle - sassofono baritono
- Amadee Castenell - sassofono tenore, sassofono soprano
- Joe Foxx Smith - eufonio baritono, tromba
- Sam Big Sam Williams - trombone

Who's Gonna Help Brother Get Further?
- Allen Toussaint - voce, piano
- Elvis Costello - voce
- Anthony AB Brown - chitarra elettrica (Fender Telecaster)
- Steve Nieve - organo (Hammond B3), piano (second piano, live breakdown)
- Davey Faragher - basso, accompagnamento vocale-coro
- Pete Thomas - batteria
- Carl Blouin - sassofono baritono
- Amadee Castenell - sassofono tenore
- Joe Foxx Smith - tromba
- Sam Big Sam Williams - trombone e solo

The River in Reverse
- Elvis Costello - voce, chitarra elettrica (Gibson J-50)
- Allen Toussaint - pianoforte elettrico Wurlitzer, piano (intro e outro)
- Steve Nieve - organo Farfisa, piano (distant piano)
- Davey Faragher - basso, accompagnamento vocale-coro
- Pete Thomas - batteria
- Brian Breeze Cayolle - sassofono baritono
- Amadee Castenell - sassofono tenore
- Joe Foxx Smith - tromba
- Sam Big Sam Williams - trombone

Freedom for the Stallion
- Elvis Costello - voce
- Allen Toussaint - piano
- Anthony AB Brown - chitarra elettrica (Fender Telecaster)
- Steve Nieve - organo (Hammond B3)
- Davey Faragher - basso
- Pete Thomas - batteria
- Brian Breeze Cayolle - sassofono baritono
- Amadee Castenell - sassofono tenore
- Joe Foxx Smith - tromba
- Sam Big Sam Williams - trombone

Broken Promise Land
- Elvis Costello - voce, chitarra elettrica Fender Telecaster (tremolo)
- Allen Toussaint - piano
- Anthony AB Brown - chitarra elettrica Fender Telecaster
- Steve Nieve - organo (Hammond B3)
- Davey Faragher - basso, accompagnamento vocale-coro
- Pete Thomas - batteria
- Brian Breeze Cayolle - sassofono baritono
- Amadee Castenell - sassofono tenore
- Joe Foxx Smith - tromba
- Sam Big Sam Williams - trombone

Ascension Day
- Elvis Costello - voce
- Allen Toussaint - piano

International Echo
- Elvis Costello - voce, chitarra elettrica Gibson J-50, chitarra acustica
- Allen Toussaint - piano
- Steve Nieve - clavinet (Hohner Clavinet)
- Davey Faragher - basso
- Pete Thomas - batteria
- Brian Breeze Cayolle - sassofono baritono
- Amadee Castenell - sassofono tenore
- Joe Foxx Smith - tromba
- Sam Big Sam Williams - trombone

All These Things
- Elvis Costello - voce
- Allen Toussaint - piano, accompagnamento vocale-coro
- Anthony AB Brown - chitarra elettrica Fender Telecaster
- Steve Nieve - organo Hammond B3
- Davey Faragher - basso, accompagnamento vocale-coro
- Pete Thomas - batteria
- Carl Blouin - sassofono baritono
- Amadee Castenell - sassofono tenore
- Joe Foxx Smith - tromba
- Sam Big Sam Williams - trombone

Wonder Woman
- Elvis Costello - voce
- Allen Toussaint - piano, accompagnamento vocale-coro
- Anthony AB Brown - chitarra elettrica Fender Telecaster
- Steve Nieve - organo Hammond B3
- Davey Faragher - basso, accompagnamento vocale-coro
- Pete Thomas - batteria
- Brian Breeze Cayolle - sassofono baritono
- Amadee Castenell - sassofono tenore
- Joe Foxx Smith - tromba
- Sam Big Sam Williams - trombone

Six-Fingered Man
- Elvis Costello - voce, chitarra elettrica Fender Telecaster
- Allen Toussaint - piano, accompagnamento vocale-coro
- Steve Nieve - organo Hammond B3
- Davey Faragher - basso, accompagnamento vocale-coro
- Pete Thomas - batteria
- Brian Breeze Cayolle - sassofono baritono
- Amadee Castenell - sassofono tenore
- Joe Foxx Smith - tromba
- Sam Big Sam Williams - trombone

Note aggiuntive
- Joe Henry - produttore
- Elvis Costello e Allen Toussaint - produttori esecutivi
- Allen Toussaint - arrangiamenti strumenti a fiato
- Registrazioni effettuate al Sunset Sound di Los Angeles, California ed al Piety Street Recorders di New Orleans, Louisiana
- Husky Höskulds - ingegnere delle registrazioni e del mixaggio (dal 27 novembre al 10 dicembre 2005)
- Kevin Dean - assistente ingegnere delle registrazioni (Los Angeles)
- Wesley Fontenot - assistente ingegnere delle registrazioni (New Orleans)
- Mastering di Gavin Lurssen effettuato al The Mastering Lab di Los Angeles, California
- Jimmy Katz - fotografia copertina
- Jesse Dylan - fotografie studio e NOLA
- Hollis King - art direction
- Coco Shinomiya - design[9]